# Rutuli (Caucaz)
Rutulii (în rutulă Mykhabyr; în engleză Rutul people, Rutulians, Rutuls) sunt un popor trăitor în zona de Nord a Munților Caucaz. Rutulii vorbesc limba rutulă. Majoritatea rutulilor trăiesc în Daghestan, în Regiunea Rutulă, care se învecinează la Sud cu Azerbaidjan, la Sud-Vest cu Georgia. Rutulii sunt de religie musulmană (suniți).

## Scrierea
Până în 1917, limba rutulă se scria cu ajutorul alfabetului arab. Începând cu anii 1939, sub influența lui Stalin, limba azeră a fost scrisă cu alfabetul chirilic. Rutuli, care trăiesc în Azerbaidjan, limba rutulă a fost scrisă cu alfabetul latin.